# Mikroregion Strážnicko
Mikroregion Strážnicko je svazek obcí v okresu Hodonín, jeho sídlem je Strážnice a jeho cílem je regionální rozvoj obecně, cestovní ruch a životní prostředí. Sdružuje celkem 10 obcí a byl založen v roce 2002.

## Obce sdružené v mikroregionu
- Kněždub
- Petrov
- Radějov
- Strážnice
- Sudoměřice
- Tvarožná Lhota
- Hroznová Lhota
- Žeraviny
- Kozojídky
- Tasov